# Stokes-affaire
De Stokes-affaire (Frans: L'Affaire Stokes) of het Stokes-Lothaire-incident was een diplomatiek incident tussen de Onafhankelijke Congostaat en het Verenigd Koninkrijk in 1895. Het incident ontstond toen Charles Stokes, een Ierse handelaar en voormalig christelijke missionaris, werd gearresteerd voor illegale handel in Congo en op 15 januari 1895 zonder proces werd opgehangen. De Belgische officier verantwoordelijk voor de executie, Kapitein Hubert Lothaire, was ervan overtuigd dat Stokes wapens verkocht aan Arabo-Swahili rebellen in Oost-Congo in ruil voor ivoor. Lothaire werd door het Britse publiek beschuldigd van het niet bieden van een eerlijk proces aan Stokes. Hij werd in België aangeklaagd voor moord maar werd vrijgesproken, wat tot publieke verontwaardiging leidde doorheen het Britse Rijk.
Het Stokes-incident mobiliseerde de Britse publieke opinie tegen de Onafhankelijke Congostaat, die ook werd beschuldigd van systematische schendingen van de mensenrechten door een Brits rapport dat in mei 1895 werd gepubliceerd. De campagne zou uiteindelijk leiden tot de oprichting van de Congo Reform Association en de annexatie van Congo door België in 1908.

## Charles Stokes-proces
Door onderschepte brieven kwam kapitein Hubert-Joseph Lothaire, de commandant van de troepen van de Onafhankelijke Congostaat tijdens de Ituri-campagne, erachter dat Charles Stokes onderweg was van Duits Oost-Afrika om wapens te verkopen aan Zanzibari slavenhandelaren in het oostelijke Congogebied. In december 1894 stuurde Lothaire luitenant Josué Henry met 70 mannen vooruit om Stokes te arresteren. Henry arresteerde Stokes in zijn tent, gebruikmakend van de afwezigheid van een groot deel van zijn karavaan, die in de jungle hout sprokkelde en naar voedsel zocht. Stokes werd naar kapitein Lothaire in Lindi gebracht, die onmiddellijk een krijgsraad bijeenriep. Stokes werd schuldig bevonden aan het verkopen van geweren, buskruit en ontstekers aan de Arabo-Swahilische vijanden van de Onafhankelijke Congostaat (Said Abedi, Kilonga Longa en Kibonge). Op 14 januari 1895 werd hij ter dood veroordeeld en de volgende dag opgehangen (opgehesen aan een boom).
Het proces zou vele onregelmatigheden hebben gekend, waaronder het gebruik van valse verklaringen. Er was geen strafwetboek, geen griffier, het vonnis werd niet hardop voorgelezen aan de veroordeelde, en Stokes had geen recht op beroep, waar hij als Brits onderdaan recht op had.

## Eerste reacties
Voor Lothaire was Charles Stokes niet meer dan een crimineel wiens ophanging volledig gerechtvaardigd was. Lord Salisbury, destijds de Britse premier, merkte op dat als Stokes een bondgenootschap had gesloten met Arabo-Swahilische slavenhandelaren, 'hij het verdiende om opgehangen te worden'. Sir John Kirk, jarenlang de Britse consul in Zanzibar, merkte op dat "hij geen verlies voor ons was, hoewel hij een eerlijke man was." Het nieuws van de executie van Stokes werd door het Britse ministerie van Buitenlandse Zaken met onverschilligheid ontvangen. Toen de Duitse ambassadeur aan Sir Thomas H. Sanderson, de permanente staatssecretaris van Buitenlandse Zaken, vroeg of de Britse regering van plan was stappen te ondernemen met betrekking tot de executie van dit ‘bekende personage’, schreef Sanderson: ‘Ik denk niet Ik begrijp heel goed waarom de Duitsers druk op ons uitoefenen."

## De Stokes-affaire
In augustus 1895 werd de aandacht van de Britse pers op deze zaak gevestigd door Lionel Decle, een journalist voor de Pall Mall Gazette . De pers begon gedetailleerd over deze gebeurtenissen te berichten; The Daily News legde de nadruk op ‘bloeddorstige neerslag’, The Times op een ‘pijnlijke en schandelijke dood’, de Liverpool Daily Post op de wijdverbreide ‘met afschuw vervulde verbazing over het Britse ras’, en The Daily Telegraph 'dood als een hond', en voegde eraan toe: 'Hebben we het allemaal mis gehad als we geloofden dat de meest gedurfde buitenlander - om maar te zwijgen van een wild opperhoofd - één, twee en zelfs drie keer zou nadenken voordat hij een onderwerp van koningin Victoria in handen zou krijgen?."
Als gevolg hiervan werd de zaak een internationaal incident, beter bekend als de Stokes-affaire. Groot-Brittannië en Duitsland oefende samen druk uit op de Onafhankelijke Congostaat om Lothaire voor het gerecht te brengen, wat uiteindelijk ook gebeurde. Een eerste proces werd gehouden in de stad Boma . De Congostaat betaalde een schadevergoeding aan de Britten (150.000 frank) en de Duitsers (100.000 frank) en maakte het bij decreet onmogelijk om Europese burgers de staat van beleg of doodvonnissen op te leggen. Het lichaam van Stokes werd teruggegeven aan zijn familie.
Lothaire werd tweemaal vrijgesproken, eerst in april 1896 door een tribunaal in Boma. In augustus 1896 werd het beroep in Brussel bevestigd door het Hooggerechtshof van Congo, wat de weg vrijmaakte voor de rehabilitatie van Lotharius.
De Stokes-affaire mobiliseerde de Britse publieke opinie tegen de Onafhankelijke Congostaat. Het schaadde ook de reputatie van koning Leopold II van België als een welwillende despoot, die hij met zoveel moeite had gecultiveerd. De zaak hielp bij het aanmoedigen van de oprichting van de Congo Reform Association en de annexatie van de Onafhankelijke Congostaat door België in 1908.